# Willstone
Willstone – osada w Anglii, w hrabstwie Shropshire, w dystrykcie (unitary authority) Shropshire, w civil parish Cardington. Leży 4 km od miasta Church Stretton. W 1870-72 osada liczyła 34 mieszkańców.